# 北日耳曼语支
斯堪的纳维亚语支或北日耳曼语支，是印欧语系－日耳曼语族的一个分支，包括通行于斯堪的纳维亚地区、芬兰的一部分地区，以及法罗群岛和冰岛的语言。
北日耳曼語支更多使用在比較語言學領域中，以斯堪的纳维亚语支則主要用於現代對半島方言連續體的研究當中。
該語支共有2000萬左右的母語人口，其中 5% 左右作爲少數民族生活在非北日耳曼語支的國家芬蘭中。在格陵蘭島及北美洲，亦有一定數量的該語支語言使用者。

## 使用人口
北日耳曼語支語言是丹麥、冰島、挪威及瑞典的國語。在北歐理事會內部，書面材料通常會翻譯成三個版本：芬蘭語、冰島語，及丹麥語、挪威語和瑞典語三者之一。 在北歐中，除芬蘭外，格陵蘭島亦使用非北日耳曼語支的語言——格陵蘭語，該語是格陵蘭島的唯一官方語言。
在丹麥的日特蘭半島南部有部分德意志少數族裔（亦稱北石勒蘇益格德意志人），同時德語亦是該地區受政府承認的少數族裔語言。同樣的，在德國的石勒蘇益格-荷爾斯泰因州，亦定居着一群留德的丹麥語少數民族。這兩個群體都是高度的丹麥語-低地德語雙語者。
傳統上，德語和丹麥語都是丹麥-挪威聯合王國的官方語言。丹麥及挪威地區書面語使用丹麥語，而荷爾斯泰因及石勒蘇益格公國則使用德語。
薩米語與北日耳曼語支語言一共在斯堪的納維亞共同相處了漫長的歲月。 薩米語和芬蘭語一樣屬於烏拉爾語系。 經過數個世紀的交流，北日耳曼語言及烏拉爾語言都向彼此輸出不少藉詞。
| 語言   | 使用人數   | 官方語言地位                     |
| ------ | ---------- | -------------------------------- |
| 瑞典語 | 920萬      | 瑞典, 芬兰, 欧盟, 北歐理事會     |
| 丹麥語 | 560萬      | 丹麦, 法罗群岛, 欧盟, 北歐理事會 |
| 挪威語 | 500萬      | 挪威, 北歐理事會                 |
| 冰島語 | 35.8萬     | 冰島                             |
| 法罗语 | 9萬        | 法罗群岛                         |
| 總數   | 大約2000萬 |                                  |

## 歷史
日耳曼語族傳統上可分爲三個分支，東支（已滅絕）、西支及本文所介紹的北支。 北支從其他日耳曼語言的分化可追溯於公元200年左右。
在古諾斯語時期後，日耳曼語族北支諸語演化出三個分支：東支的丹麥語和瑞典語，西支的挪威語、冰島語和法羅語，以及哥得蘭島的古哥得蘭語。 挪威人在公元800年左右將古西諾斯語帶入冰島和法羅群島。在所有現代北歐語言中，書面冰島語是最靠近古諾斯語的語言。公元800年隨着維京人侵略擴展，北日耳曼語亦被帶入蘇格蘭的北端，並且形成諾恩語，但該語已於18世紀時期滅絕。
在中世紀時期，北日耳曼諸語使用者依然能夠很大程度上理解對方，瑞典人和冰島人分別將這種通行於北歐的共同語稱爲“丹麥語”。在16世紀，很多丹麥人和瑞典人依然認爲雙方講着一樣的語言，這種認知在第一本丹麥語版《聖經》及烏勞斯·馬格努斯所著的《北地民族史》中有所體現。但至少在中世紀時期，古諾斯語就已經產生了不同的地方方言，並且能夠觀察到三個分支：古西諾斯語，古東諾斯語以及古哥特蘭語。古冰島語及古挪威語在當時仍能被視爲同一語言，這兩種語言亦共同組成了古西諾斯語，並且帶入了設立在愛爾蘭、法羅群島、蘇格蘭、曼島及諾曼底的定區點。而古東諾斯語則通行於丹麥、瑞典，及設立在英格蘭、俄羅斯、以及諾曼底的丹麥人定居點。古哥特蘭語則流行於哥得蘭島東面的數個定居點中。
但是到17世紀，隨着諸語在語法上的分別演化，各語又被重新組合爲兩個分支：島嶼分支（önordiska/ønordisk/øynordisk）的冰島語和法羅語，及大陸分支（Skandinavisk）的丹麥語、瑞典語和挪威語。該兩分支已經變得不能理解對方。丹麥語通過聯合王國，對挪威中部和東部的方言產生了巨大的影響。（詳見書面挪威語及新挪威語）

### 与西日耳曼语支共享的特征
北日耳曼语支有数个与西日耳曼语支共享的音系、词法创新：
- 原始日耳曼语ē(/ɛː/，也写作ǣ)低化至ā。[20]
  - 原始日耳曼语*jērą“年”>西北日耳曼语*jārą
    - 北日耳曼语*āra>古诺斯语ár
    - 西日耳曼语*jāra>古高地德语jār、古英语ġēar[jæ͡ɑːr] vs. 哥特语jēr。
- [ɔː]高化至[oː]，词尾进一步高化到[uː]。鼻化时留在原位*ǭ[ɔ̃ː]，在/z/前也保留，后来低化至[ɑː]。
  - 原始日耳曼语*gebō“礼物”[ˈɣeβɔː]>西北日耳曼语*geƀu
    - 北日耳曼语*gjavu>u变音*gjǫvu>古诺斯语gjǫf
    - 西日耳曼语*gebu>古英语giefu vs. 哥特语giba(元音低化)。

  - 原始日耳曼语*tungǭ“舌”[ˈtuŋɡɔ̃ː]>晚期西北日耳曼语*tungā>*tunga>古诺斯语tunga、古高地德语zunga、古英语tunge(非重读的a>e) vs. 哥特语tuggō。
  - 原始日耳曼语属格单数*gebōz“一件礼物的...”[ˈɣeβɔːz]>晚期西北日耳曼语*gebāz
    - 北日耳曼语*gjavaz>古诺斯语gjafar
    - 西日耳曼语*geba>古高地德语geba、古英语giefe(不重读的a>e)vs.哥特语gibōs。
- i变音的演化
- /z/发生R音化变为/r/，早期应是卷舌擦音之类
  - 此变化可能在更早时候影响了西日耳曼语，是后来才扩散到北日耳曼语的，东日耳曼语没能受到其影响。这可以由晚期如尼东诺斯语过渡阶段的ʀ确认，当时的西日耳曼语此音已经变为/r/。
- 指示代词“这”的演化。
  - 日耳曼语*sa、sō、þat“这、那”(参古诺斯语阳性sá、阴性sú、中性þat；古英语se、sēo、þæt；哥特语阳性sa、阴性so、中性þata)+代词性词根*si“这里”(参古诺斯语si、古高地德语sē、哥特语sai“看那里！”)；
    - 如尼诺斯语：主格单数sa-si、属格þes-si、与格þeim-si等，第一部分弱化；

  - 变形发生在第二部分：古诺斯语sjá、阳性þessi、古高地德语阳性these、古英语阳性þes、阴性þēos、中性þis。

有人认为，东日耳曼语分离出去后，剩下的西北日耳曼语支语言可分为4大方言：北日耳曼语，剩下3种统称“西日耳曼语”：
1. 北海日耳曼语(因格沃内语、盎格鲁-弗里斯兰语组、低地德语),
2. 威悉-莱茵河日耳曼语(低地法兰克语)及
3. 易北河日耳曼语(高地德语)。

用树模型解释西日耳曼语部分特征的努力失败了，人们转而用所谓波浪模型解释。
这种观点认为，西日耳曼语与北日耳曼语相区别且共有的特征并不来自某个“原始西日耳曼语”，而是通过与中欧地区的日耳曼语间的语言接触出现的，这些特征不影响斯堪的纳维亚日耳曼语。

### 北日耳曼语支特征
北日耳曼语支独特的创新有：
- /jj/、/ww/据霍尔茨曼定律（英语：Holtzmann's law）单化
  - 也出现在东日耳曼语中，但输出不同
  - 原始日耳曼语*twajjǫ̂("of two") >古诺斯语tveggja、哥特语twaddjē，但>古高地德语zweiio
  - 原始日耳曼语*triwwiz(“忠诚”) >古诺斯语tryggr、哥特语triggws，但>古高地德语triuwi、德语treu、古英语trīewe、英语true。
- 词尾塞音清化
  - 原始日耳曼语*band（“（单数）跳跃、奔跑”）>*bant>古西诺斯语batt、古东诺斯语bant，但古英语band
- 词中/h/消失，同时延长前面的元音和后面的辅音。
  - 原始日耳曼语*nahtų(“夜”宾格)>*nāttu>(u变音>)*nǭttu>古诺斯语nótt
- /ɑi̯r/>/ɑːr/
  - 原始日耳曼语*sairaz(“酸、痛”)>*sāraz>*sārz>古诺斯语sárr，但>*seira>古高地德语sēr。
  - 原来是/z/的：原始日耳曼语*gaizaz>*geizz>古诺斯语geirr。
- /n/韵尾普遍消失，词尾短元音也消失(最早的如尼铭文尚未受影响)。
  - 原始日耳曼语*bindaną>*bindan>古诺斯语binda，但>古英语bindan。
  - 也影响重读音节：原始日耳曼语*in>古诺斯语í
- 除w、r、l后/e/>/jɑ/裂化
  - 双元音/eu/也受到影响(以及l)，在早期就变为/jɒu/。该双元音保留在古哥特兰语和现代哥特兰语中。其他诺斯语方言中，/j/声母与元音长度得以保留，但双元音接着又单化为/juː/或/joː/。
  - 只发生在重读音节。*ek(“我”)既可以重读也可以不重读，古诺斯语有ek(非重读，不裂化)、jak(重读、裂化)两种形式。
- 词首/j/消失(详上“年”例)，圆唇元音前的/w/也消失。
  - 原始日耳曼语*wulfaz>北日耳曼语ulfz>古诺斯语ulfr“狼”
- u变音的演化，下一音节含/u/或/w/时使重读元音圆唇化。发生在裂化之后，ja/jɑ/发生u变音变为jǫ/jɒ/。

## 分類

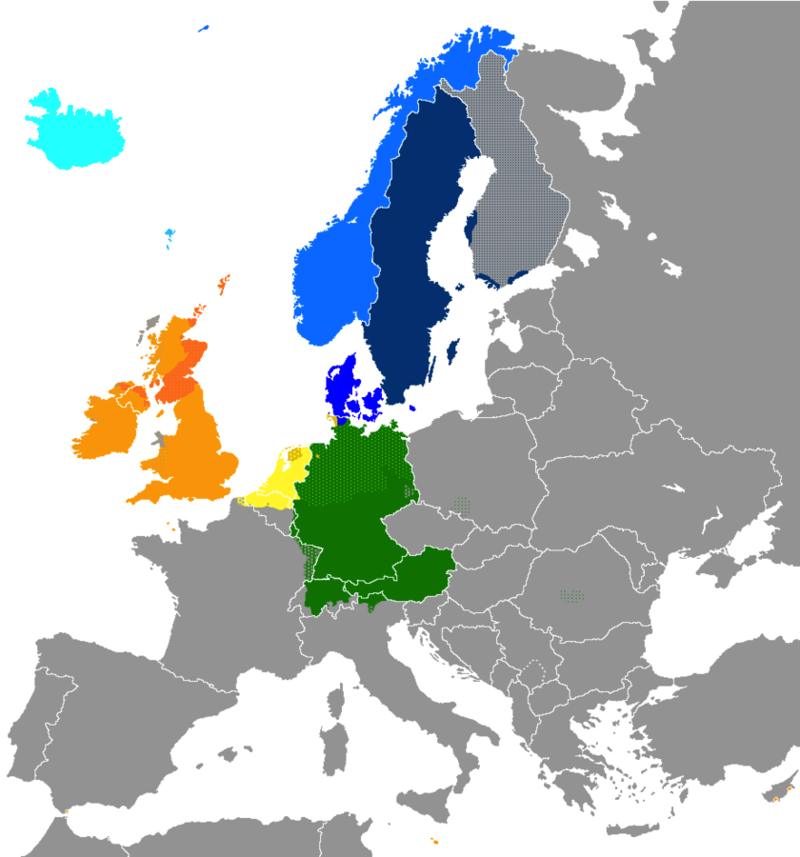
各日耳曼語分佈圖北日耳曼語支
冰島語
法羅語
挪威語
瑞典語
丹麥語西日耳曼語支
低地蘇格蘭語
英語
弗里西語
荷蘭語
低地德語
德語備註：點表示多種語言混合使用

歷史語言學上，北日耳曼語支可以分爲兩個支系：東斯堪的納維亞語（包括丹麥語和瑞典語）以及西斯堪的納維亞語（包括挪威語、法羅語和冰島語）。兩個支系分別源自古諾斯語的東支和西支。哥得蘭島在歷史上曾經擁有過另外一個分支——古哥得蘭語。大陸斯堪的納維亞語在漢薩同盟擴展期間受低地德語影響極深。
而若按照語言可互通性爲標準，則北日耳曼語支可以分類爲大陸斯堪的納維亞語（丹麥語、瑞典語、挪威語）及島嶼斯堪的納維亞語（冰島語和法羅語）。由於丹麥和挪威共同經歷了數個世紀的聯合王朝，因此書面挪威語（挪威語的一套保守且被官方承認的書寫方案）與丹麥語共享絕大多數的詞彙和語法，並且在挪威實行1907改革之前，幾乎與書面丹麥語一致。正是因爲這點，書面挪威語（及國家挪威語）被認爲是東斯堪的納維亞語支，而新挪威語（挪威語另外一套激進且被官方承認的書寫方案）則被視爲是西斯堪的納維亞語支。
但是由於丹麥語的書面語和口頭語差異巨大，故雖然丹麥語和挪威語在書面上相當接近，但兩者在口語上的差異亦相當明顯。口頭丹麥語中的元音和輔音會經常無規則性地消失或合併，甚至發展了一套其他北歐語言沒有，並爲丹麥語所獨有的發音特點 Stød（挪威語和瑞典語有高低重音，Stød 通常與兩者的重音有對應關係）。
瑞典於1523年因與丹麥發生衝突而離開卡爾馬聯盟，於是北歐大陸中就形成了兩大勢力：丹麥-挪威聯合王國及獨立的瑞典。兩者經歷的不同歷史發展進程，亦體現在了語言上。例如，瑞典語經歷了一段法語化的進程，因此不少來自法語的藉詞替代了原先的古諾斯語詞彙，例如 vindöga 在古瑞典語中被替換爲 fönster（意思爲“窗口”），但丹麥語卻繼續保留了源自古諾斯語的單詞 vindue，至於挪威語口語亦類似地使用 vindauga。然而相反的是，begynde 一詞（意思爲“開始”）被引入挪威語和丹麥語，瑞典語則反而保留了原始的 börja。雖然標準丹麥語（挪威語）和標準瑞典語漸行漸遠，但是其他口頭方言並沒有受太大影響。因此挪威語和瑞典語的發音依然比較相似，而類似於 vindue/vindöga、byrja/börja （挪威語/瑞典語）這些詞語實際上亦能被雙方所共同理解和使用。挪威亦有語言學家認爲，如果挪威當時並不是與丹麥組成聯合王國而是和瑞典媾合，那麼新挪威語（一種強烈根據實際發音的挪威語拼寫方案）會更加難形成，因爲差異會更加少（詳見挪威語言衝突）。
目前北歐大陸的各系語言共同面臨的問題是英語藉詞的增加。根據2005年的一項調查，在過去的30年間，北歐人對英文藉詞的使用增加了一倍，達到如今的1.2%。冰島雖然是北歐所有國家中最經常使用英文的國家，但冰島語卻反而更少吸收英文藉詞。

### 互通性
大陸斯堪的納維亞語言間的互相可理解性並不對等。不同的研究表明，挪威語使用者擁有對另外兩種語言最佳的理解能力。 根據2002年至2005年間由北歐文化基金會所贊助的研究，居住在斯德哥爾摩的瑞典人，和居住在哥本哈根的丹麥人，在理解其他北歐語言上表現最差。該項研究主要針對25歲以下的母語者，並且得出結論，斯德哥爾摩的年輕人對丹麥語的理解程度得分，爲整項研究中最低。研究同時亦納入了同一國家中的不同城市，例如來此瑞典南部的馬模年輕人，就比來自北部的瑞典年輕人表現出了更佳的丹麥語理解力。
位於瑞典厄勒海峡地区的人，由於能夠直接收聽來此丹麥的廣播和電視，並且通過松德海峽大橋能夠直達哥本哈根，因此當地人都表達出了不俗的丹麥語理解力。研究表明，來此該地區的瑞典年輕人，其對丹麥語的理解力要稍微高於對挪威語的能解力，但是無論如何比較，瑞典人對丹麥語的理解程度，依然沒有挪威人高，這再次顯示出丹麥和瑞典在歷史上的距離感。同時需要指出，居住在哥本哈根的丹麥年輕人已經很難理解瑞典語，表明松德海峽大橋帶來的文化交流，其實只是單方向的。
以下列表爲各北歐城市居民對其他北歐語言的理解程度打分（以10分爲滿分）：
| 城市            | 對丹麥語的理解力 | 對瑞典語的理解力 | 對挪威語的理解力 | 平均 |
| --------------- | ---------------- | ---------------- | ---------------- | ---- |
| 奧胡斯/丹麥     | 不適用           | 3.74             | 4.68             | 4.21 |
| 哥本哈根/丹麥   | 不適用           | 3.60             | 4.13             | 3.87 |
| 馬模/瑞典       | 5.08             | 不適用           | 4.97             | 5.02 |
| 斯德哥爾摩/瑞典 | 3.46             | 不適用           | 5.56             | 4.51 |
| 卑爾根/挪威     | 6.50             | 6.15             | 不適用           | 6.32 |
| 奧斯陸/挪威     | 6.57             | 7.12             | 不適用           | 6.85 |

而來自法羅群島的法羅語使用者，對於其他大陸斯堪的納維亞語言的理解力，甚至要高於這些語言使用者本身。由於法羅人通常需要在學校學習丹麥語，其對丹麥語和挪威語的理解力打分爲此項研究最高。然而同時作爲海洋斯堪的納維亞語使用者的冰島人，其在理解瑞典語和挪威語上卻表現較差。以下列表爲法羅人及冰島人對三種大陸語言的理解能力（10份爲滿分）：
| 國家/地區 | 對丹麥語的理解力 | 對瑞典語的理解力 | 對挪威語的理解力 | 平均 |
| --------- | ---------------- | ---------------- | ---------------- | ---- |
| 法羅群島  | 8.28             | 5.75             | 7.00             | 7.01 |
| 冰島      | 5.36             | 3.34             | 3.40             | 4.19 |

### 詞彙
北日耳曼語支諸語之間的語言在語法和詞彙上的相似性，要遠遠高於西日耳曼語支諸語之間。以下列表可一覽各日耳曼語的大概面貌：
| 語言                  | 例句                                                |
| --------------------- | --------------------------------------------------- |
| 中文                  | 這是六月末的一個潮溼而陰暗的夏日。                  |
| 英語                  | It was a humid, grey summer day at the end of June. |
| 弗里斯兰语            |                                                     |
| 低地德语              |                                                     |
| 南非荷蘭語            |                                                     |
| 荷蘭語                |                                                     |
| 德語                  |                                                     |
| 瑞典語                |                                                     |
| 丹麥語                |                                                     |
| 挪威語 （書面挪威語） |                                                     |
| 挪威語 （新挪威語）   |                                                     |
| 冰島語                |                                                     |
| 法羅語                |                                                     |

### 語言定義的邊界
語言學界內部有討論需要將大陸斯堪的納維亞諸語定義爲獨立語言還是同一語言。 丹麥語、瑞典語及挪威語亦經常被認爲是“語言就是擁有陸軍和海軍的方言”這一金句的例證。北歐大陸各方言之間的差異要比國界所能展示的差異更大，故其語言的定義是基於邊界政治，尤其是標準語比較強勢的瑞典語和丹麥語。雖然挪威對其各地方言的容忍程度很高，但是東部城市地區的挪威語口音依然被視爲本國的首要方言。挪威語標準語的影響力要低於丹麥語和瑞典語在其本國的影響力，因爲挪威語的首要方言在過去兩個世紀間經歷了數次變遷。
在北歐理事會內，經常使用“斯堪的納維亞語”一詞，而非“斯堪的納維亞諸語”。 雖然由於挪威語言衝突，三國幾乎無可能能夠最終形成一種共同語，但是未來卻能通過更深的交流，而發展一套共同的拼寫方案。

## 谱系图
所有的北日耳曼语言都是从古挪威语演变而来的。这一语支下面的细小分支之间的差别很难准确的界定，多数语言都是在逐渐发生变化的。变化的基本趋势是：地域上互相邻接的方言彼此融合，逐渐可以互相沟通，而那些地域上相隔较远的方言则不然。
北日耳曼语支
- 西（岛屿）斯堪的纳维亚语
  - 古诺尔斯语（北日耳曼语支从古诺尔斯语继承下来）(non)
  - 冰岛语（冰岛）(isl)
  - 法罗语（丹麦属地法罗群岛）(fao)
  - 诺恩语（在设得兰群岛和奥克尼郡归属苏格兰以后逐渐消失）(nrn)
  - 新挪威语（Nynorsk，挪威）(nno)
  - 旅居挪威语（通用于挪威的梵特尔人中）
- 东（大陆）斯堪的纳维亚语
  - Danish-Swedish
    - 书面挪威语（Bokmål）(nob)
    - 丹麦语
      - 丹麦语 (dan)
      - 岛屿丹麦语（西兰岛及其附近岛屿）
      - 东部丹麦语[註 2]（博恩霍尔姆岛）
      - 日德兰语（Jutish，又称西丹麦语，在日德兰半岛）(jut)

  - 瑞典语（瑞典内陆）
    - 瑞典语 (swe)
    - 斯维亚语（Svealand Swedish，除伯尔格拉根之外的斯维兰地区）
    - 诺兰语（Norrländska mål）（诺兰地区）
    - 古塔语（Götamål）（西罗格西亚地区，东葛特兰地区、达利亚地区和斯马兰地区）
    - 东部瑞典语
      - 芬兰-瑞典语[註 3]（芬兰的一些沿海地区）
      - 葛特语[註 3]（瑞典：葛特兰地区）

  - 哥特兰语（Gutnish）
    - 古哥特兰语（哥特兰岛）
    - 现代哥特兰语（哥特兰岛）

  - 旅居丹麦语（通行于丹麦的吉普赛人群落）
  - 旅居罗曼语（通行于瑞典和挪威境内的吉普赛人群落）